# Wacław Zaleski (oficer)
Wacław Zaleski (ur. 29 maja 1915 w Terechowej, zm. 6 maja 1993 w Łobzie) – oficer Wojska Polskiego II RP i  Polskich Sił Zbrojnych. Kawaler Krzyża Srebrnego Orderu Virtuti Militari. Jeździec i trener, działacz i sędzia sportowy klasy międzynarodowej. Był czynnym działaczem i propagatorem jeździectwa. W latach 1972-1976 Prezes Warszawskiego Okręgowego Związku Jeździeckiego, w zarządzie Warszawskiego Okręgowego Związku Jeździeckiego (WOZJ) działał przez 4 kadencje w sumie 16 lat w latach 1964-1980. Był również wiceprezesem Polskiego Związku Jeździeckiego. Ojciec Marka Zaleskiego znanego jeźdźca w skokach i powożeniu, sędziego klasy międzynarodowej, menadżera sportu, organizatora zawodów, wieloletniego dyrektora Stad Ogierów, działacza Polskiego Związku Jeździeckiego.

## Służba wojskowa
Zgodnie z rodzinnymi tradycjami (ojciec był oficerem 11 Pułku Ułanów) wstąpił do Korpusu Kadetów w Rawiczu.  W 1936 roku  ukończył Szkołę Podchorążych Kawalerii w Grudziądzu i otrzymał przydział do 1 Pułku Strzelców Konnych w Garwolinie na stanowisko dowódcy plutonu. Należał do wybijających się jeźdźców w skokach przez przeszkody. W 1939 roku został powołany do sportowej grupy wyczynowej Centrum Wyszkolenia Kawalerii w Grudziądzu. Po wygraniu jednego z konkursów w obsadzie międzynarodowej otrzymał Złotą Polską Odznakę Jeździecką.
W kampanii wrześniowej walczył na bojowym szlaku Warszawskiej Brygady Pancerno-Motorowej. Wykonując rozkaz, przeszedł na Węgry i dalej do Francji. W obozie formowania w Coetquidan otrzymał stanowisko instruktora szkolenia oficerów oddziałów rozpoznawczych, a później dowódcy plutonu rozpoznawczego Samodzielnej Brygady Strzelców Podhalańskich. W składzie brygady walczył w bitwie o Narwik, a następnie w kampanii francuskiej.
W czasie walk nad Loarą dostał się do niewoli i został osadzony w Oflagu XVII A Edelbach, w Dolnej Austrii. Po wyzwoleniu skierowany do 2 Korpusu na stanowisko zastępcy komendanta Szkoły Podchorążych Kawalerii w Gallipoli.

## Okres powojenny
W 1947 roku powrócił do Polski. Był szykanowany przez Urząd Bezpieczeństwa za ziemiańskie pochodzenie i kawaleryjską przeszłość. Nie przyjęto go do ludowego Wojska Polskiego i nie pozwolono na uprawianie sportu jeździeckiego.  Podjął pracę w Łodzi w branży tekstylnej. W 1954 roku przeprowadził się do Warszawy. Tam pracował przez ponad 25 lat w departamencie transportu Ministerstwa Handlu Wewnętrznego. Był też czynnym działaczem i propagatorem jeździectwa. Został wybrany prezesem Warszawskiego Okręgu Jeździeckiego oraz wiceprezesem Polskiego Związku Jeździeckiego. W 1980 roku przeniósł się do Świętoborca. Przez kolejne 14 lat działał w Ludowym Klubie Jeździeckim „Hubal” i trenował młodych adeptów jeździectwa. Pracował w łobeskim Stadzie Ogierów, układał konie do wyczynu, współorganizował imprezy jeździeckie.
W 1988 Wydawnictwo Ministerstwa Obrony Narodowej wydało jego pracę zatytułowaną „W Warszawskiej Brygadzie Pancerno-Motorowej 1939. Z dziejów 1 Pułku Strzelców Konnych”.

## Ordery i odznaczenia
- Krzyż Srebrny Orderu Virtuti Militari